# Proporcellio corticicolus
Proporcellio corticicolus är en kräftdjursart som först beskrevs av Karl Wilhelm Verhoeff1907.  Proporcellio corticicolus ingår i släktet Proporcellio och familjen Porcellionidae. Inga underarter finns listade i Catalogue of Life.